# بییاسیدالر
بییاسیدالر (به اسپانیایی: Villacidaler) یک شهرستان در اسپانیا است که در استان پالنسیا واقع شده‌است.

## خصوصیات
بییاسیدالر ۲۱ کیلومترمربع مساحت و ۷۱ نفر جمعیت دارد.